# Птеростих чорний
Птеростих чорний (Pterostichus niger) — вид жуків родини турунових (Carabidae).

## Поширення

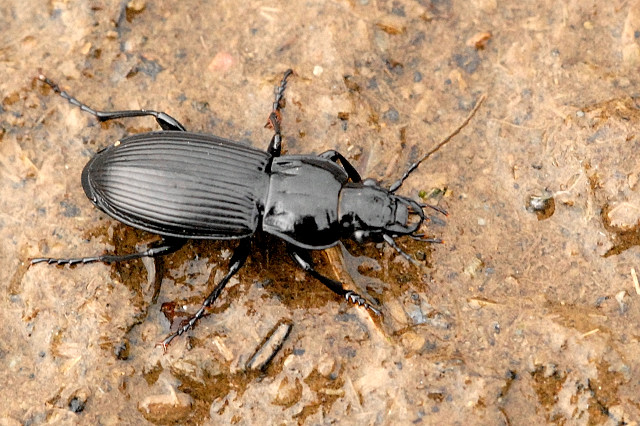

Поширений в Європі та Західній Азії на схід до Ірану та Сибіру. Живе в листяних лісах, на полях, на берегах водойм, а також на узбережжі під камінням, корою або мохом.

## Опис
Жуки завдовжки від 15 до 21 міліметрів і мають блискуче чорне тіло. Лише вусики та лапки злегка коричневого кольору. Основа і передній край широкої переднеспинки майже однакової ширини. Надкрила мають глибокі поздовжні борозенки і мають найширшу точку приблизно в останній третині. Лапки знизу не опушені. Це відрізняє вид від схожого Pterostichus melanarius, лапки якого мають волосся на нижній стороні.

## Спосіб життя
Дорослі особини є активними нічними хижаками і полюють на різних дрібних комах на землі. Під час відкладання яйця засипають землею. Личинки, які живуть дуже подібно до дорослих жуків, заляльковуються через кілька місяців у лялечці в землі. Жуки, що з’явилися з них, виходять восени і зимують у землі. Але інколи й личинки зимують.